# Gmina Brædstrup
Gmina Brædstrup (duń. Brædstrup Kommune) - istniejąca w latach 1970-2006 gmina w Danii w okręgu Vejle Amt. Siedzibą władz gminy było miasto Brædstrup. Gmina Brædstrup została utworzona 1 kwietnia 1970 na mocy reformy podziału administracyjnego Danii, a zlikwidowana na mocy kolejnej reformy w roku 2007.

## Dane liczbowe
- Liczba ludności: (♀ 4401 + ♂ 4327) = 8728
  - wiek 0-6: 9,3%
  - wiek 7-16: 13,8%
  - wiek 17-66: 62,9%
  - wiek 67+: 13,9%
- zagęszczenie ludności: 43,4 osób/km²
- bezrobocie: 3,7% osób w wieku 17-66 lat
- cudzoziemcy z UE, Skandynawii i USA: 85 na 10 000 osób
- cudzoziemcy z krajów Trzeciego Świata: 171 na 10 000 osób
- liczba szkół podstawowych: 4 (liczba klas: 49)